# Dyskografia Maanamu
Dyskografia Maanamu – dyskografia polskiego rockowego zespołu muzycznego Maanam, działającego w latach 1975–2008.

## Albumy studyjne
- Maanam (1981), Wifon
- O! (1982), Pronit
- Nocny patrol (1983), Jako/Polton
- Mental Cut (1984), Jako/Polskie Nagrania
- Sie ściemnia (1989), Pronit
- Derwisz i anioł (1991), Kamiling Co./Arston
- Róża (1994), Kamiling Co./Pomaton – 3× platynowa płyta[1]
- Łóżko (1996), Pomaton EMI – 2× platynowa płyta[2]
- Klucz (1998), Pomaton EMI
- Hotel Nirwana (2001), Pomaton EMI – drugie miejsce na OLiS[3]
- Znaki szczególne (2004), Pomaton EMI – pierwsze miejsce na OLiS[4]

## Albumy koncertowe
Kasetowe
- Kminek dla dziewczynek (1983), Rogot
- Czuję się świetnie (1984), Areco (soundtrack)

Płytowe
- Live (1986), Rogot
- Maanamaania (1993), Kamiling Co.
- Maanamaania: Chicago (1993), Kamiling Co.
- Maanam i goście (2018), Kamiling Co.

## Albumy zagraniczne
- Night Patrol (1983), Artic Records/Teldec Records
- Totalski No Problemski (1984), Fuego (koncertowy)
- Wet Cat (1985), RCA

## Kompilacje
Kasetowe
- Maanam 83/85 (1985), Vega
- The Best of Maanam (1986), ZWiNPZN
- Collection (1990), MiL
- Nie bój się... '91 (1991), Kamiling Co.
- The Best of – Czerwień (1992), Phonex
- The Best of – Błękit (1992), Phonex
- The Best of – Fiolet (1992), Phonex

Płytowe
- The Best of... (1986), Wifon
- The Singles Collection (1991), Intersonus
- The Best of Kora & Maanam Volume I  (1991), Zbigniew Mamok USA
- The Best of Kora & Maanam Volume II (1991), Kamiling Co.
- Ballady (1993), Kamiling Co. – złota płyta[5]
- Rockandrolle (1997), Pomaton EMI
- Złota kolekcja: Kocham cię kochanie moje (2000), Pomaton EMI – złota płyta[6]
- Gold (2000), Koch Poland
- Paranoja jest goła – Best of (2005), MTJ
- Simple Story (2005), EMI Music Poland (box z kompletną dyskografią)
- Złota kolekcja: Raz-dwa, raz-dwa (2005), EMI Music Poland
- Gwiazdy polskiej muzyki lat 80. (2007), TMM Polska/Planeta Marketing
- Gwiazdy polskiej muzyki lat 80. – vol. 2 (2007), TMM Polska/Planeta Marketing
- Złota kolekcja: Kocham cię kochanie moje; Raz-dwa, raz-dwa 2CD (2008), Pomaton, Warner Music Poland[7] – platynowa płyta[8]
- Kora i Maanam – Polski Rock (2010), Agora SA
- The Best of Maanam (2011), EMI Music Poland (suplement boxu Simple Story)
- The Best of... 2011 (2011), EMI Music Poland
- The Best of Maanam (2011), Kamiling Co., Pomaton (alternatywne i koncertowe wersje 16-tu utworów zrealizowanych w 2005 roku)
- Miłość jest cudowna: 1975-2015 (2015), Warner Music Poland

## Koncerty nagrane w studiu w Łęgu
- Maanam 1991 (1991)[9]
- Róża (1994)
- The Best of (1994)
- Łóżko (1996)
- Rockandrolle (1997)
- Ocean wolnego czasu (2004)

## Wideo
- Night Patrol – film muzyczny z 1983 wydany na płycie Złote DVD Vol. 2
- Mental Cut – film muzyczny z 1984 wydany na płycie Złote DVD Vol. 2
- Simple Story – film muzyczny z 1985 wydany na płycie Złote DVD Vol. 2

VHS
- Obiad z Maanamem (1985) – zawiera dwa filmy muzyczne Night Patrol i Mental Cut połączone z programem kulinarnym

DVD
- Epoka Maanamu (2000)[9]

## Single
| single na płycie winylowej (strona A/strona B): |                                                        |          |
| 1979                                            | Hamlet/Oprócz                                          | –/7      |
| 1980                                            | Boskie Buenos (Buenos Aires)/Żądza pieniądza           | –        |
| 1980                                            | Szare miraże/Stoję stoję, czuję się świetnie           | –        |
| 1981                                            | Och, ten Hollywood/Ta noc do innych jest niepodobna    | –        |
| 1981                                            | Cykady na Cykladach/1984                               | –        |
| 1981                                            | Oddech szczura/Karuzela marzeń                         | –        |
| 1983                                            | Kocham cię, kochanie moje/Elektro Spiro kontra Zanzara | 1/2      |
| 1984                                            | Tango/Oh!                                              | –        |
| 1985                                            | Lipstick on the Glass/Lucciola                         | –        |
| 1985                                            | Simple story/Kreon                                     | 2/–      |
| 1986                                            | Jesteśmy ze stali/Ty – nie Ty                          | 2/10     |
| single na płycie kompaktowej:                   |                                                        |          |
| 1994                                            | Róża                                                   | 1        |
| 1995                                            | Kolekcjoner                                            | –        |
| 1996                                            | Łóżko                                                  | –        |
| 1996                                            | Maanam świątecznokarnawałowy                           | –        |
| 1997                                            | Sahara                                                 | 26       |
| 1997                                            | Smycz                                                  | 6        |
| 1997                                            | Hamlet 1997                                            | 25       |
| 1998                                            | Puerto Rico                                            | 11       |
| 1998                                            | Miłość od pierwszego spojrzenia                        | 11       |
| 1998                                            | Przystań                                               | 34       |
| 2000                                            | Piekło i niebo                                         | 23       |
| 2001                                            | Chińskie morze                                         | 3        |
| 2001                                            | Wolno wolno płyną łodzie                               | 10       |
| 2001                                            | Bliźniak                                               | 21       |
| 2001                                            | Jeszcze jeden pocałunek                                | 26       |
| 2002                                            | O! nie rób tyle hałasu                                 | 1 (1982) |
| 2004                                            | Kraków – Ocean wolnego czasu                           | 1        |
| 2004                                            | Do kogo biegłam                                        | 3        |
| 2004                                            | To mi się śni                                          | 2        |
| 2005                                            | Trzy imiona (Pustynia)                                 | 12       |
| 2005                                            | Karuzela z madonnami                                   | 9        |
| 2006                                            | Tu jest mój dom                                        | 5        |
| 2006                                            | Głęboko w sercu                                        | 28       |
| „–” pozycja nie była notowana.                  |                                                        |          |

## Notowane utwory
| Rok  | Tytuł                                 | Pozycja na liście |
| Rok  | Tytuł                                 | LP3               |
| ---- | ------------------------------------- | ----------------- |
| 1982 | Paranoja jest goła                    | 1                 |
| 1982 | España Forever                        | 1                 |
| 1982 | Jest już późno, piszę bzdury          | 2                 |
| 1982 | Pałac na piasku                       | 3                 |
| 1982 | Parada słoni i róża                   | 3                 |
| 1983 | Nie poganiaj mnie, bo tracę oddech    | 1                 |
| 1983 | Granice                               | 8                 |
| 1983 | Miłość jest jak opium                 | 16                |
| 1983 | Raz dwa raz dwa                       | 2                 |
| 1983 | Eksplozja                             | 3                 |
| 1984 | To tylko tango                        | 1                 |
| 1984 | Zdrada                                | 5                 |
| 1984 | Krakowski spleen                      | 4                 |
| 1984 | Jestem kobietą                        | 1                 |
| 1984 | Lucciola                              | 1                 |
| 1985 | Kreon                                 | 1                 |
| 1985 | Lipstick on the Glass                 | 4                 |
| 1985 | Salamander                            | 6                 |
| 1987 | Bądź taka, nie bądź taka              | 15                |
| 1988 | Jedyne prawdziwe tango Maanam         | 16                |
| 1988 | Życie za życie (Gdy skrzywdzisz mnie) | 20                |
| 1989 | Sie ściemnia                          | 8                 |
| 1989 | For your love                         | 31                |
| 1991 | Biegnij razem ze mną                  | 21                |
| 1991 | Nie bój się, nie bój się              | 20                |
| 1991 | Anioł (Miłość to wieczna tęsknota)    | 3                 |
| 1991 | Samotność mieszka w pustych oknach    | 25                |
| 1992 | Wyjątkowo zimny maj                   | 17                |
| 1992 | Złote tango, złoty deszcz             | 13                |
| 1992 | W ciszy nawet kamień rośnie           | 8                 |
| 1992 | Derwisz                               | 10                |
| 1993 | Karuzela marzeń                       | 26                |
| 1993 | Bez ciebie umieram                    | 5                 |
| 1994 | Zapatrzenie                           | 1                 |
| 1995 | Nic dwa razy                          | 4                 |
| 1995 | Wieje piaskiem od strony wojny        | 8                 |
| 1995 | Owady podniosły skrzydła do lotu      | 11                |
| 1995 | Po prostu bądź                        | 6                 |
| 1996 | Twist                                 | 6                 |
| 1996 | Po to jesteś na świecie               | 6                 |
| 1996 | Mówią, że miłość mieszka w niebie     | 10                |
| 1996 | Jeśli chcesz                          | 18                |
| 1999 | Lucciola '99                          | 8                 |
| 2005 | Flotylla motorów                      | 7                 |

## Składanki
- Na luzie (LP, Savitor, 1983, SVT-003): "Żądza pieniądza” 9:25

- Aerobic cz.I (SP, Tonpress-KAW, 1983, S-494) Pośród utworów różnych wykonawców, do podkładu muzycznego wykorzystano piosenkę: "Kocham Cię, kochanie moje"

- Music From Poland At Midem '84 (LP, Polskie Nagrania-ZPR, 1984, ZPR-001, PROMOTION COPY ONLY – NOT FOR SALE): "I Love You, My Love, I Love You” 4:44

- Przeboje 40-lecia (5) (LP, Polskie Nagrania, 1984, SX-2205): "Kocham cię, kochanie moje” 4:49

- Top '84 (LP, Polskie Nagrania, 1984, SX-2217) "Lucciola” 4:25: „Simple Story” 3:24

- Music From Poland At Midem '85 (LP, Polskie Nagrania, 1985, SX-2219): "Simple Story” 3:24

- 5-ka Listy przebojów Trójki (LP, Wifon, 1987, LP-102): "Kocham Cię, kochanie moje) 4:49

- Stanisław Sojka 'Radioaktywny' (LP, Polskie Nagrania, 1989, SX-2661): "Niebo – oczekiwanie nasze” (gościnnie Kora) 8:45

- Super Hits '90-'93 (CD, InterSonus, 1993, IS-065): "Wyjątkowo zimny maj” 3:58

- Rock Ballads I (CD, Sonic Records, SON22-2): "Kocham cię, kochanie moje” 4:51

- Rock Ballads II (CD, Sonic Records, SON35-2): "Ta noc do innych jest niepodobna” 6:00

- Wyłącz 220V. Akustyczne przeboje polskiego rocka. Vol.2 (CD, ANIA BOX MUSIC II, 1994, CD001): "Bez ciebie umieram” (Wersja akustyczna) 3:50

- Naj. Jestem kobietą (CD, Poly-Gram Polska, Izabelin Studio, 1995, 528 533-2): "Róża” 2:53

- T.Love '1996-Klaps' (CDS, Pomaton-EMI, 03.1996, PROMO CD 030): Kora pojawia się gościnnie, recytując wiersz Federico Garcíi Lorki Kasyda o róży w tłum. Zofii Szleyen, w utworze „Klaps” 4:13 oraz reklamówce: „Dżingiel Nr.3” 0:23

- T.Love 'Al Capone' (CD, Pomaton-EMI, 13.05.1996, 852 105 2): "Klaps” (Gościnnie Kora) 5:08

- Party Mix (MC, Sonic, 1996, SONC 54) Koncepcja i mix: Marek Sierocki: Pośród utworów różnych wykonawców, zmiksowanych ze sobą w jedną całość, na str.A, poz.3 pojawia się „Kocham cię, kochanie moje"

- Rock w Trójce (CD, Pomaton, 1996, POM ZX013): "Buenos Aires” (live, 5.02.1994) 3:59

- Najlepiej razem (CD, ZIC ZAC-PolyGram,1996, ZIC-0050): "Po prostu bądź” 3:32

- Naj Remix. Psycho mix (CD, PolyGram Polska, Izabelin Studio, 1996, 532 855 2): "Po prostu bądź” (Remix: Marcin Macuk & Ygrek) 4:13

- Naj. Życie cudem jest (CD, Pomaton-EMI, 1996, 8 54735 2): "Po to jesteś na świecie” 3:25

- Coś optymistycznego (CD, BMG Poland / Zic-Zac, 11.05.1997, 7432 148516 2): "Jeśli chcesz” 2:31

- Lista przebojów programu III-ciego – 1982 (CD, Pomaton EMI, 23.03.1998, 493 720 2): "O! Nie rób tyle hałasu” 3:36

- Lista przebojów programu III-ciego – 1983 (CD, Pomaton EMI, 23.03.1998, 493 721 2): "Kocham cię, kochanie moje” 4:53

- Lista przebojów programu III-ciego – 1984 (CD, Pomaton EMI, 23.03.1998, 493 722 2): "Lucciola” 4:25

- Lista przebojów programu III-ciego – 1985 (CD, Pomaton EMI, 23.11.1998, 497 623 2): "Lipstick on the glass” 3:05

- Lista przebojów programu III-ciego – 1989 (CD, Pomaton EMI, 22.03.1999, 499 124 2): "Się ściemnia” 5:41

- Lista przebojów programu III-ciego – 1992 (CD, Pomaton EMI, 09.10.1999, 522 973 2): "Wyjątkowo zimny maj” 3:57

- Lista przebojów programu III-ciego – 1994 (CD, Pomaton EMI, 01.04.2000, 525 317 2): "Zapatrzenie” 3:00

- Lista przebojów programu III-ciego – 1996 (CD, Pomaton EMI, 04.11.2000, 530 492 2): "Twist” 3:18

- Lista przebojów programu III-ciego – 1998 (CD, Pomaton EMI, 24.03.2001, 532 483 2): "Miłość od pierwszego spojrzenia” 3:43

- Marek Niedźwiecki 'Moja lista marzeń' (CD, Sonic Records, SON40-2): "Krakowski spleen” 4:36

- Muzyka najlepsza pod słońcem (CD, Pomaton EMI, 01.09.2001, 535 121 2): "Wolno, wolno płyną łodzie” 3:47

- Naj 2001 (CD, Pomaton EMI / Izabelin, 15.09.2001, 534 973 2): "Wolno, wolno płyną łodzie” 3:48

- Naj-większe polskie przeboje (CD, Sony Music, 31.01.2002, 506 344 2): "Jeszcze jeden pocałunek” 3:51

- 40 przebojów na 40-lecie Trójki (2CD, Polskie Radio / Warner Music, 05.09.2002, PRCD 406-7): "Kocham cię, kochanie moje” 4:25

- Stanisław Soyka 'Soykanova' (CD, Pomaton EMI, 28.11.2002, 580 441 2): "Kuszenie na pustyni” (Gościnnie Kora) 4:20

- Lata dziewięćdziesiąte 'Moja i twoja nadzieja' (Złota kolekcja) (CD, Pomaton EMI, 20.03.2004, 577 896 2): "Wyjątkowo zimny maj” 3:57